# Франко Чітті
Фра́нко Чі́тті (італ. Franco Citti; 23 квітня 1935, Рим, Італія — 14 січня 2016, там само) — італійський актор.

## Біографія
Постійний учасник фільмів П'єра Паоло Пазоліні, а також свого брата — Серджо Чітті.
Знімався також в ролях другого плану у стрічках Бернардо Бертолуччі, Валеріо Дзурліні, Марселя Карне, Френсіса Форда Копполи, Еліо Петрі. З 1989 року успішно виступав на телебаченні і на театральній сцені.
Спільно з братом написав сценарій і виступив співпостановником стрічки «Мультфільми» (Cartoni animati, 1997).

## Фільмографія
Актор
| Рік  | Українською                           | Оригінал                                     | Режисер                                                 | Роль                                     |
| ---- | ------------------------------------- | -------------------------------------------- | ------------------------------------------------------- | ---------------------------------------- |
| 1961 | Аккатоне                              | Accattone                                    | П'єр Паоло Пазоліні                                     | Вітторіо Катальдо на прізвисько Аккатоне |
| 1962 | Мама Рома                             | Mamma Roma                                   | П'єр Паоло Пазоліні                                     | Карміне                                  |
| 1962 | Просо для пташок                      | Du mouron pour les petits oiseaux            | Марсель Карне                                           |                                          |
| 1962 | Найкоротший день                      | «Il giorno più corto»                        | Серджо Корбуччі                                         |                                          |
| 1967 | Цар Едіп                              | Edipo Re                                     | П'єр Паоло Пазоліні                                     | Едіп                                     |
| 1968 | Теорема                               | Teorema                                      | П'єр Паоло Пазоліні                                     |                                          |
| 1968 | Той, що сидить праворуч               | Seduto alla sua destra                       | Валеріо Дзурліні                                        | Оресте                                   |
| 1969 | Свинарник                             | Porcile                                      | П'єр Паоло Пазоліні                                     |                                          |
| 1970 | Остія                                 | Ostia                                        | Серджо Чітті                                            | Раббіно                                  |
| 1971 | Декамерон                             | Il Decamerone                                | П'єр Паоло Пазоліні                                     |                                          |
| 1971 | Кентерберійські оповідання            | I racconti di Canterbury                     | П'єр Паоло Пазоліні                                     |                                          |
| 1972 | Хрещений батько                       | The Godfather                                | Ф. Коппола                                              | епізод в сіцілійських сценах             |
| 1974 | Квітка тисяча однієї ночі             | Il Fiore Delle Mille E Una Notte             | П'єр Паоло Пазоліні                                     |                                          |
| 1977 | Тодо Модо                             | Todo modo                                    | Еліо Петрі                                              |                                          |
| 1977 | Жертви кішок                          | Il gatto dagli occhi di giada)               | Альдо Бідо                                              |                                          |
| 1977 | Казотто                               | Casotto                                      | Серджо Чітті                                            |                                          |
| 1979 | Місяць                                | La luna                                      | Б. Бертолуччі                                           |                                          |
| 1981 | Юшка                                  | Il minestrone                                | Серджо Чітті                                            |                                          |
| 1990 | Хрещений батько 3                     | The Godfather Part III                       | Ф. Коппола                                              | Кало, епізод в сіцілійських сценах       |
| 1990 | Секрет                                | Il segreto                                   | Франческо Мазеллі                                       |                                          |
| 1996 | Хрещений батько італійського кварталу | Il sindaco                                   | У. Ф. Джордані                                          |                                          |
| 1997 | Мультфільми                           | Cartoni animati                              | Франко Чітті, Серджо Чітті                              |                                          |
| 1998 | Східці до слави                       | Le ragazze di Piazza di Spagna               | Ріккардо Донна, Джанфранческо Ладзот, Хосе Марія Санчез | дядя Франко                              |
| 2002 | П'єр Паоло Пазоліні і правота мрії    | Pier Paolo Pasolini e la ragione di un sogno | Лаура Бетті, Паоло Костелла                             |                                          |